# Mr. McMahon
Mr. McMahon ist eine US-amerikanische Miniserie aus dem Jahr 2024. Die Serie wurde am 25. September 2024 weltweit auf Netflix veröffentlicht.

## Handlung
Die Dokumentation erzählt die Lebensgeschichte vom US-amerikanischen Unternehmer, Milliardär, sowie ehemaligen Wrestler und TV-Kommentator Vince McMahon, der von 1982 bis 2023 Mehrheitseigner und Chef von World Wrestling Entertainment war. Unter seiner Führung stieg WWE zum größten Wrestlingverband der Welt auf. Seine Unternehmensführung wurde mehrfach kritisiert, etwa aufgrund zahlreicher Skandale und Todesfällen von Wrestlern in Folge von Steroidemissbrauch, den McMahon gefördert haben soll. Nach Missbrauchsvorwürfen von Frauen trat er 2024 zurück.

## Episodenliste
| Nr.                                                                    | Deutscher Titel         | Originaltitel   |
| ---------------------------------------------------------------------- | ----------------------- | --------------- |
| 1                                                                      | Junior                  | Junior          |
| 2                                                                      | Heat                    | Heat            |
| 3                                                                      | Screwjob                | Screwjob        |
| 4                                                                      | Attitude                | Attitude        |
| 5                                                                      | Familienangelegenheiten | Family Business |
| 6                                                                      | Das Finish              | The Finish      |
| Am 25. September 2024 wurden alle Episoden bei Netflix veröffentlicht. |                         |                 |

## Besetzung
- Vincent McMahon
- Tony Atlas
- Stone Cold Steve Austin
- Eric Bischoff
- John Cena
- Bob Costas
- Bret Hart
- Jimmy Hart
- Paul Heyman
- Hulk Hogan
- Kay Koplovitz
- Linda McMahon
- Shane McMahon
- Stephanie McMahon
- Dave Meltzer
- Shawn Michaels
- Phil Mushnick
- Bruce Prichard
- Cody Rhodes
- Wendi Richter
- Dwayne „The Rock“ Johnson
- Trish Stratus
- Triple H
- The Undertaker
- Booker T

## Hintergrund
Über 200 Interviewstunden wurden mit McMahon (vor seinem Rücktritt), seinen Familienmitgliedern, Geschäftspartnern und einigen der größten Namen der Wrestling-Geschichte. Daneben kommen die Investigativjournalisten zu Wort, die die Vorwürfe gegenüber McMahon journalistisch veröffentlichten.
Die Doku-Serie wurde bereits im Oktober 2020 angekündigt.